# 荻原村 (愛知県)
荻原村（おぎわらむら）は、かつて愛知県幡豆郡にあった村である。
現在の西尾市吉良町の一部（吉良町荻原・吉良町饗庭・吉良町酒井など）に該当する。

## 歴史
- 1889年（明治22年）10月1日 - 荻原村、饗庭村、酒井村が合併し、荻原村が発足。
- 1906年（明治39年）5月1日 - 横須賀町、富田村、瀬門村、厨村と合併し、横須賀村発足。同日荻原村は廃止。